# Hillwood Estate, Museum & Gardens
Hillwood Estate, Museum & Gardens est un musée d'arts décoratifs à Washington, DC, États-Unis. Ancienne résidence de la femme d'affaires, mondaine, philanthrope et collectionneuse Marjorie Merriweather Post, Hillwood est connu pour sa grande collection d'arts décoratifs qui se concentre fortement sur la maison Romanov, y compris des œufs Fabergé. La collection comprend également de l'art français des xviiie et xixe siècles et une grande collection d'orchidées.

## Histoire
Alors qu'elle conclut son divorce avec son troisième mari, Joseph E. Davies, Post recherche d'une nouvelle maison. Elle désire une maison dans un grand endroit très boisé. Une fois le divorce définitif, elle achète Arbremont, un domaine avec une architecture georgienne situé nord-ouest de Washington à la lisière de Rock Creek Park, et le rebaptise Hillwood. Ce nom était également précédemment utilisé pour son ancienne propriété à Brookville, Long Island.
Arbremont, avec ses 36 chambres, avait été construit dans les années 1920 par Mme. Delos A. Blodgett pour sa fille, Helen Blodgett Erwin. Après que Post l'ait acquis des Erwin, elle engage l'architecte Alexander McIlvaine pour vider et reconstruire son intérieur. Les rénovations sont achevées en 1956.

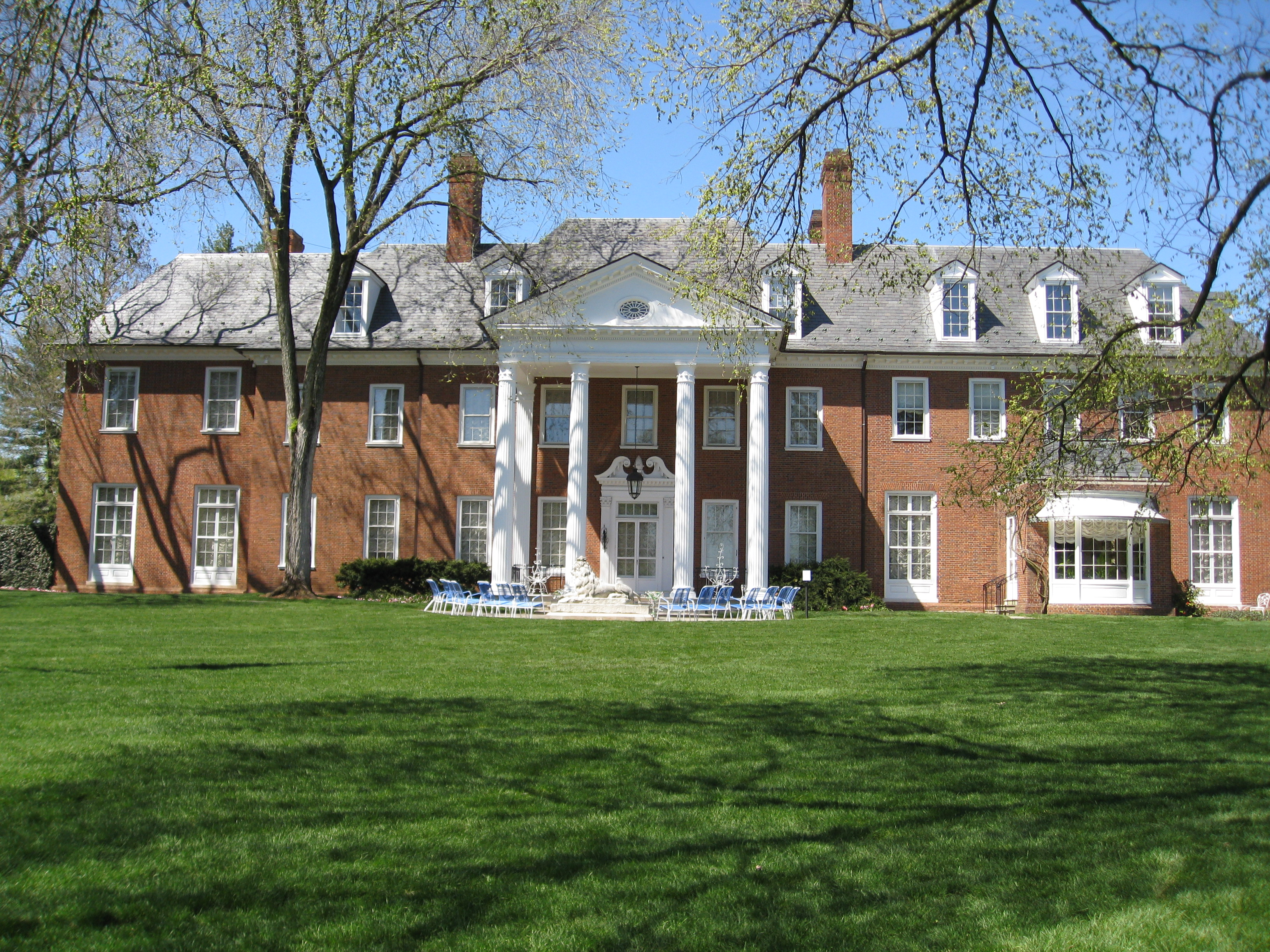
Vue du Lunar Lawn et du manoir.

Lors de son mariage avec Davies, deuxième ambassadeur en Union soviétique au milieu des années 1930, elle achète une vaste collection d'objets de la Russie pré-bolchevique, y compris un lustre du palais Catherine et des œuvres d'art de Fabergé, dont l'Œuf aux douze monogrammes. Post accueille ses premiers invités en mai 1957 et y organisa sa première grande fête le 7 juillet 1957.
En hommage à Post après son 70e anniversaire, 181 de ses amis construisent le «Friendship Walk», un chemin allant de la roseraie de Hillwood à une crête surplombant Rock Creek Park.
Préoccupé par le sort de Hillwood après sa mort, Post s'arrange en 1962 pour léguer le domaine, avec 10 millions de dollars de dotation pour le maintenir, à la Smithsonian Institution afin qu'il puisse être maintenu en tant que musée. Elle subordonne le legs de Hillwood (ainsi que de la plupart de ses autres propriétés) à son entretien et à son utilisation selon les souhaits de l'institution. Elle crée également la Marjorie Merriweather Post Foundation qui a pour but d'assurer la conformité de l'arrangement : toute propriété mal utilisée reviendrait à la fondation. Post réside à Hillwood lorsqu'elle est décède le 12 septembre 1973.
Le Smithsonian refuse d'apporter les changements nécessaires pour convertir Hillwood en musée et se plaint, en 1975, que la dotation produisant un revenu annuel de 450 000 $ est insuffisante pour entretenir le site. En conséquence, Hillwood et la majorité de la collection sont retournés à la Post Foundation en avril 1976.
Hillwood est maintenant entretenu par la Post Foundation sous le nom de Hillwood Museum and Gardens.

## Collections
Hillwood présente plus de 17 000 objets de la collection originale et des objets sélectionnés collectés après la mort de Post. La collection comprend notamment : 

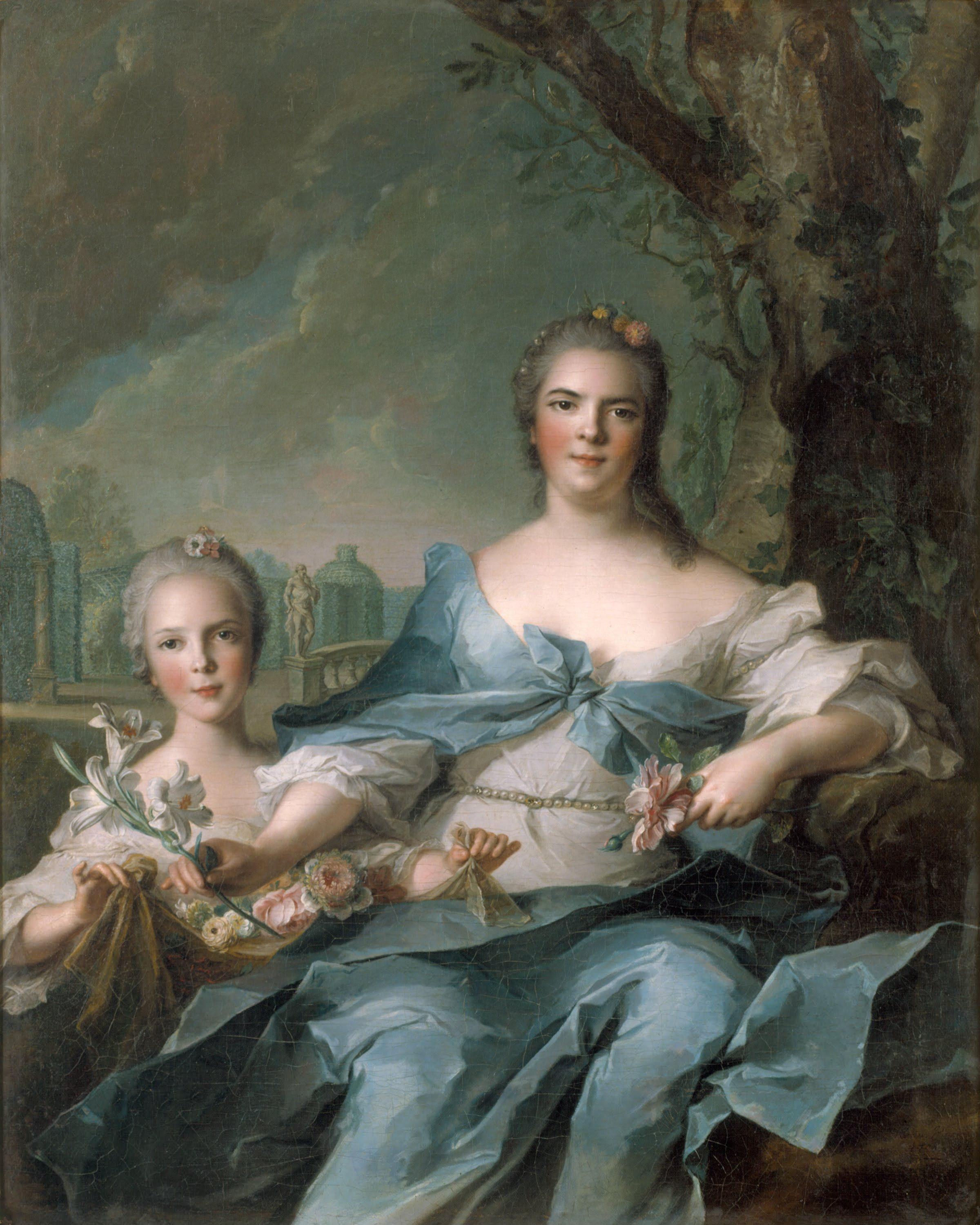
La duchesse de Parme et sa fille par Jean-March Nattier.

- Portrait de Catherine la Grande, un portrait en pied de Catherine II ;
- Deux Commodes dessinées par Jean-Henri Riesener, ébéniste officiel de Louis XVI et Marie Antoinette ;
- La duchesse de Parme et sa fille par Jean-Marc Nattier ;
- La comtesse Samoilova et sa fille adoptive par Karl Briullov, 1834 ;
- Noce dans une famille boyarde par Konstantin Makovsky, 1883 ;
- La Nuit par William Bouguereau, 1883 ;
- Œuf aux douze monogrammes et un autre œufs de Fabergé, cadeaux à Maria Fedorovna de son fils Nicolas II de Russie ;
- Bleu Celeste Wares, de la Manufacture nationale de Sèvres comprenant une soupière de 1754 ;
- Mrs.. Post Portrait par Douglas Chandor, 1952 ;
- Felonion, vêtement liturgique orthodoxe russe porté par un prêtre lors du couronnement de Nicolas II en 1896.

La collection inclut également des tapisseries des années 1730, des services de table collectés par Catherine la Grande, des objets de l'Église orthodoxe russe tels que des icônes et des récipients liturgiques, des nappes en dentelle rares, des céramiques Wedgwood, des objets en héliotrope et des bijoux de Harry Winston et Cartier.

## Galerie

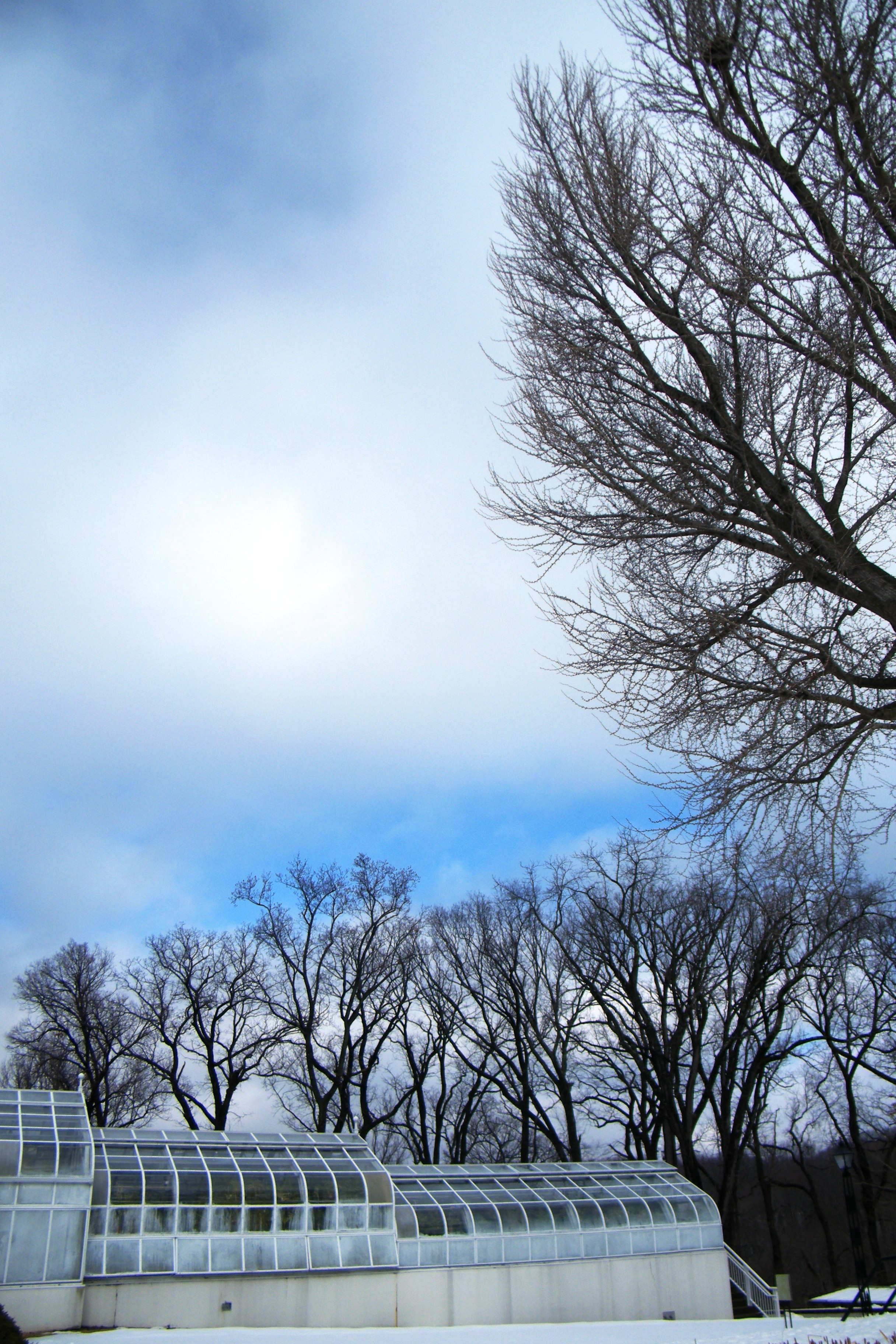
Serre
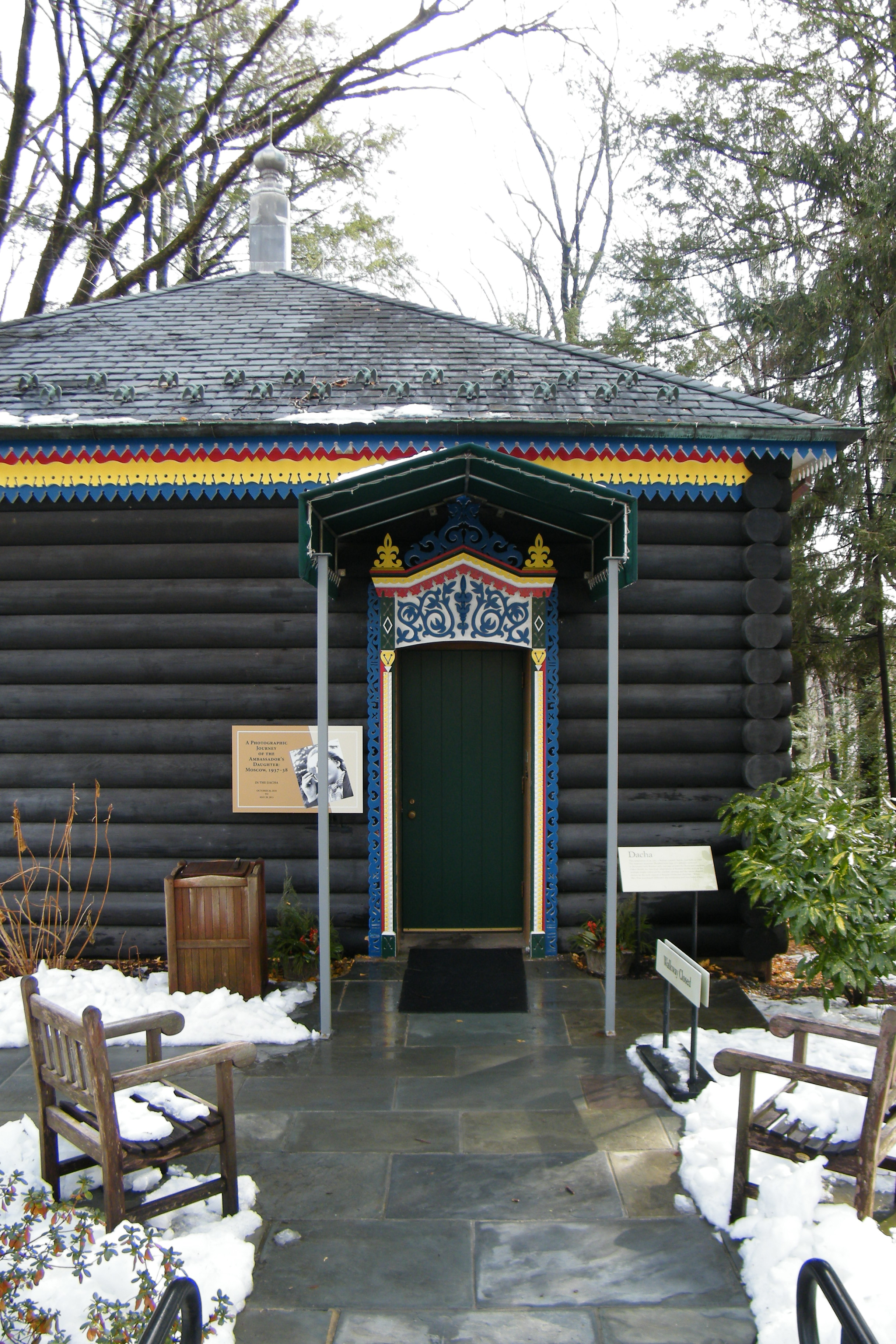
Datcha
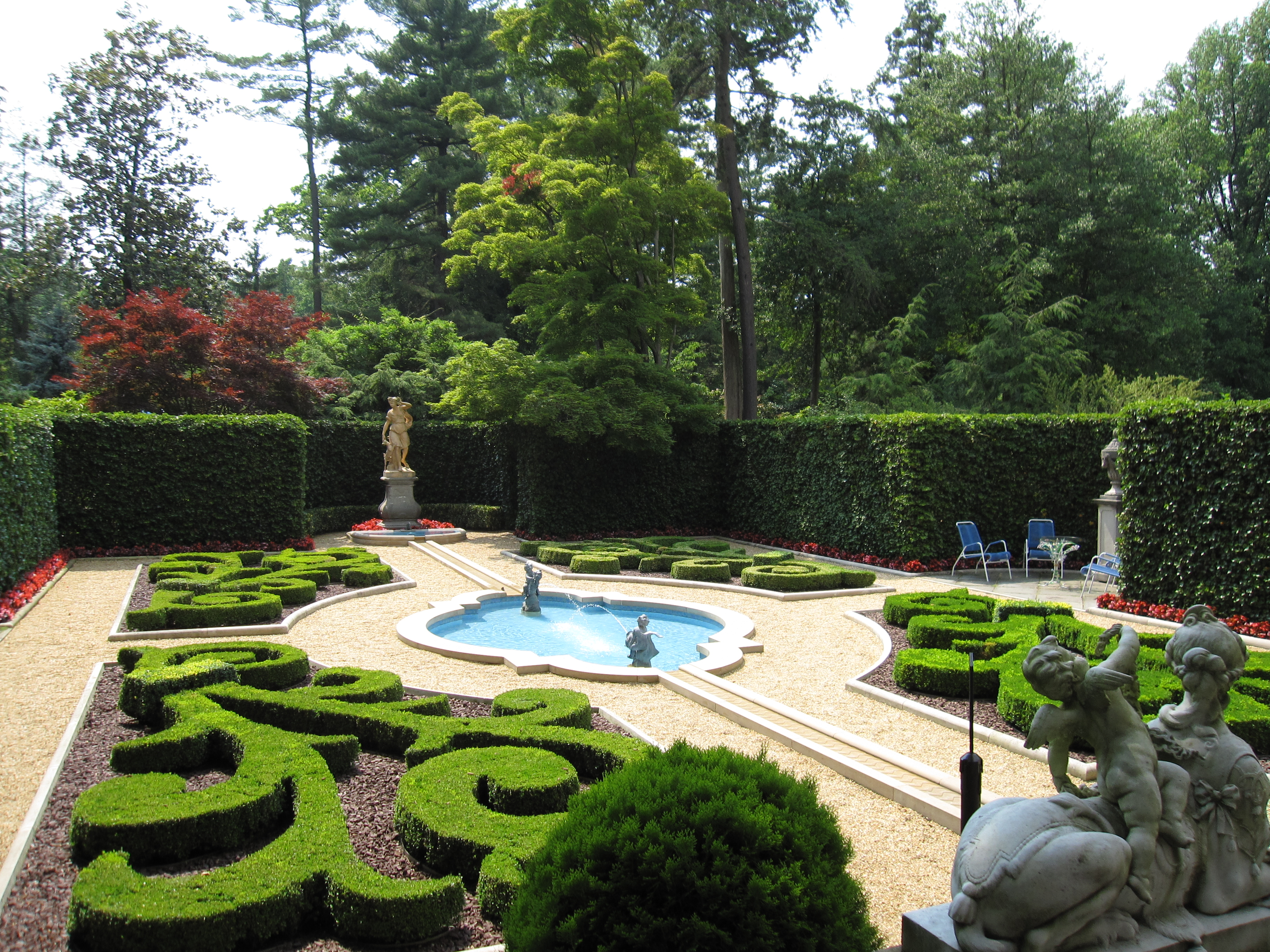
Parterre français
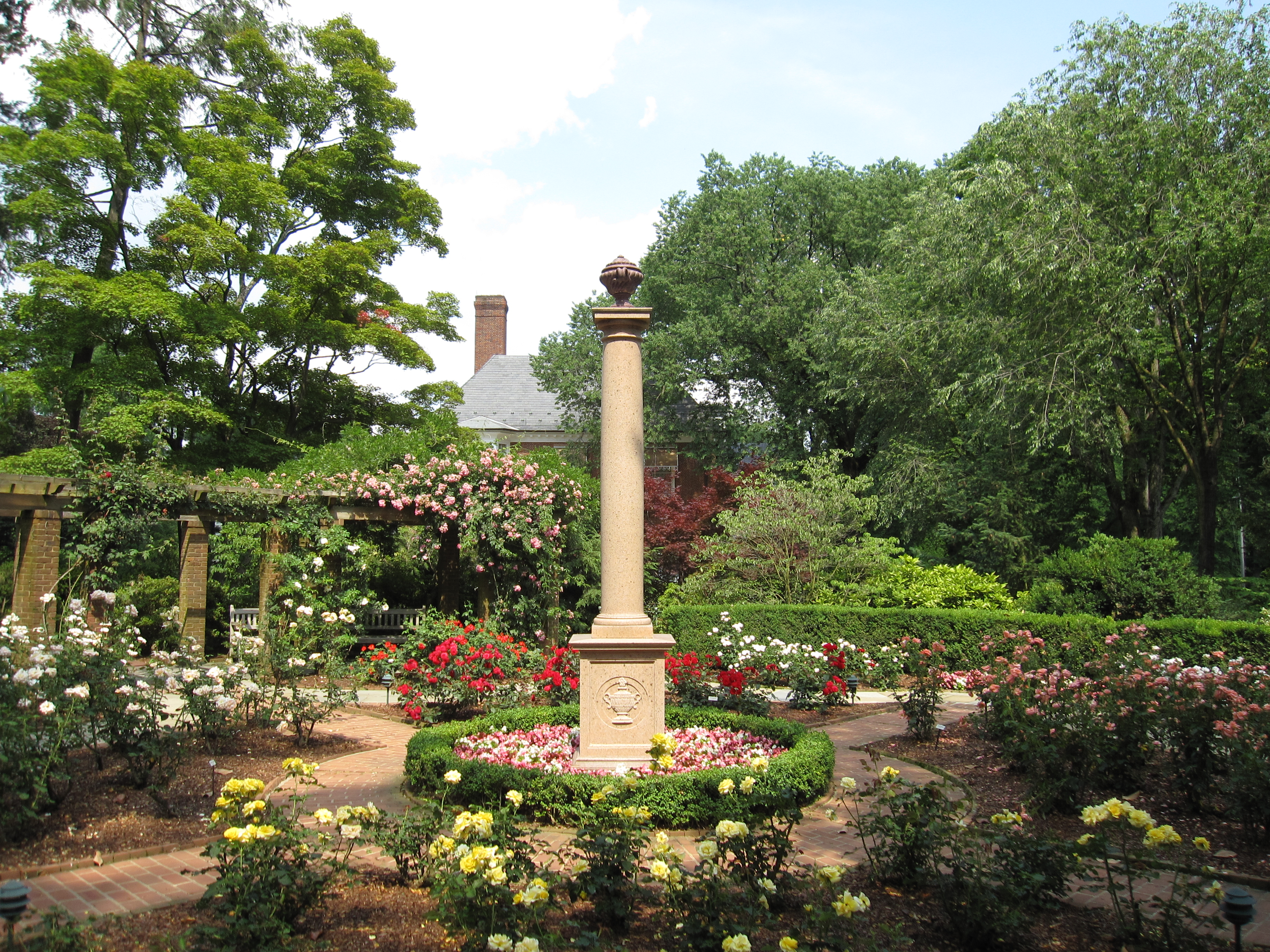
Tombe de Post dans la roseraie